# 戸部町 (名古屋市)
戸部町（とべちょう）は、愛知県名古屋市南区の地名。現行行政地名は戸部町1丁目から戸部町4丁目。住居表示未実施。

## 地理
名古屋市南区中央部に位置する。東は呼続五丁目、西は城下町、南は松池町・笠寺町、北は曽池町・呼続四丁目に接する。

## 歴史

### 町名の由来
江戸期の愛知郡戸部村の名による。『神鳳抄』にある「内宮三人戸（みとべ）御薗」の表記が転じたという説と、小見原親王の尾張巡回に際して当地を「渡辺」（とべ）と呼んだのが転じたとする説があるがいずれも確証がない。
鎌倉期には既に成立していた地名らしく、1316年（正和5年）付『熱田太神宮領別納等注進状写』に熱田神宮領として「戸部村」と記録が残る。
江戸期には塩田が盛んに作られ塩屋が多く点在していたというが、西側の海岸に新田が開発されたため塩田は衰退したという。

### 行政区画の変遷
- 1949年（昭和24年）8月18日 - 南区呼続町および笠寺町の各一部により、同区戸部町として成立[1]。
- 1990年（平成2年）11月26日 - 一部が呼続四丁目および同五丁目に編入される[4]。

## 世帯数と人口
2019年（平成31年）4月1日現在の世帯数と人口は以下の通りである。
| 町丁   | 世帯数  | 人口    |
| ------ | ------- | ------- |
| 戸部町 | 638世帯 | 1,412人 |

### 人口の変遷
国勢調査による人口の推移
| 1995年（平成7年）  | 1,668人 | [ WEB 6 ]  |  |
| 2000年（平成12年） | 1,604人 | [ WEB 7 ]  |  |
| 2005年（平成17年） | 1,460人 | [ WEB 8 ]  |  |
| 2010年（平成22年） | 1,543人 | [ WEB 9 ]  |  |
| 2015年（平成27年） | 1,507人 | [ WEB 10 ] |  |

## 学区
市立小・中学校に通う場合、学校等は以下の通りとなる。また、公立高等学校に通う場合の学区は以下の通りとなる。なお、小・中学校は学校選択制度を導入しておらず、番毎で各学校に指定されている。
| 丁目        | 小学校                                    | 中学校                                    | 高等学校 |
| ----------- | ----------------------------------------- | ----------------------------------------- | -------- |
| 戸部町1丁目 | 名古屋市立大磯小学校                      | 名古屋市立新郊中学校                      | 尾張学区 |
| 戸部町2丁目 | 名古屋市立大磯小学校                      | 名古屋市立新郊中学校                      | 尾張学区 |
| 戸部町3丁目 | 名古屋市立大磯小学校                      | 名古屋市立新郊中学校                      | 尾張学区 |
| 戸部町4丁目 | 名古屋市立大磯小学校 名古屋市立笠寺小学校 | 名古屋市立新郊中学校 名古屋市立本城中学校 | 尾張学区 |

## 交通
- 愛知県道222号緑瑞穂線（旧東海道）[2]

## 施設
- 戸部グランドハイツ[2]
- 三菱戸部社宅[2]
- 戸部公園[2]

## 史跡
- 戸部城址[2](現在は富部神社に移転されている)

## その他
- 郵便番号:457-0043[WEB 3]（集配局：名古屋南郵便局[WEB 13]）。
- 郷土玩具に戸部の蛙がある。

### WEB
1. 1 2  “愛知県名古屋市南区の町丁・字一覧”.   人口統計ラボ. 2017年5月24日閲覧。
2. 1 2  “町・丁目(大字)別、年齢(10歳階級)別公簿人口(全市・区別)”.   名古屋市 (2019年4月22日). 2019年4月23日閲覧。
3. 1 2  “郵便番号”.  日本郵便. 2019年3月17日閲覧。
4. ↑  “市外局番の一覧”.   総務省. 2019年1月6日閲覧。
5. ↑  名古屋市役所市民経済局地域振興部住民課町名表示係 (2015年10月21日). “南区の町名”.   名古屋市. 2017年5月24日閲覧。
6. ↑  総務省統計局 (2014年3月28日). “平成7年国勢調査の調査結果(e-Stat) - 男女別人口及び世帯数 －町丁・字等”. 2019年3月23日閲覧。
7. ↑  総務省統計局 (2014年5月30日). “平成12年国勢調査の調査結果(e-Stat) - 男女別人口及び世帯数 －町丁・字等”. 2019年3月23日閲覧。
8. ↑  総務省統計局 (2014年6月27日). “平成17年国勢調査の調査結果(e-Stat) - 男女別人口及び世帯数 －町丁・字等”. 2019年3月23日閲覧。
9. ↑  総務省統計局 (2012年1月20日). “平成22年国勢調査の調査結果(e-Stat) - 男女別人口及び世帯数 －町丁・字等”. 2019年3月23日閲覧。
10. ↑  総務省統計局 (2017年1月27日). “平成27年国勢調査の調査結果(e-Stat) - 男女別人口及び世帯数 －町丁・字等”. 2019年3月23日閲覧。
11. ↑  “市立小・中学校の通学区域一覧”.   名古屋市 (2018年11月10日). 2019年1月14日閲覧。
12. ↑  “平成29年度以降の愛知県公立高等学校（全日制課程）入学者選抜における通学区域並びに群及びグループ分け案について”.   愛知県教育委員会 (2015年2月16日). 2019年1月14日閲覧。
13. ↑  “郵便番号簿 2018年度版” (PDF).   日本郵便. 2019年4月23日閲覧。

### 文献
1. 1 2  名古屋市計画局 1992, p. 853.
2. 1 2 3 4 5 6 7  「角川日本地名大辞典」編纂委員会 1989, p. 1542.
3. 1 2  名古屋市計画局 1992, p. 575.
4. ↑  名古屋市計画局 1992, p. 851.